# Mircea Micu
Mircea Micu (n. 31 ianuarie 1937, Vărșand, România – d. 18 iulie 2010, București, România) a fost un poet, prozator și publicist român. Autor a peste 35 de volume de proză, versuri, memorialistică, laureat al premiilor literare pentru proză, poezie și dramaturgie a Asociației Scriitorilor din București și al Academiei Române, președintele Fundației Internaționale pentru cultură, artă și morală civica Mihai Eminescu. Este autorul romanului Patima și Semnul Șarpelui, al volumului de versuri Poeme pentru mama și al volumelor de memorialistică Întâmplări cu scriitori. Parodist remarcabil și-a adunat volumele tipărite în antologia La munte și la mare…parodii.

## Biografie
Tatăl lui Mircea Micu a fost ofițer de jandarmi, mort în timpul celui de-al Doilea Război Mondial, mama a fost casnică. A copilărit la casa unui unchi de al său după mamă și a făcut școala primară în satul Grăniceri. Având în familie doi intelectuali  , crescuți în spiritul Școlii Ardelene, beneficiază de lecturi literare solide, încă din copilărie. Din 1950, locuiește la Arad, unde urmează un an cursurile Liceului Moise Nicoară, după care se înscrie la Școala Pedagogică Dimitrie Țichindeal din Arad. După absolvire, frecventează cursurile Facultății de Filologie din ... , vreme de trei ani. Se angajează în învățământ, la Șiria, predând ca profesor suplinitor la Școala de Surzi.  
Printre altele, ocupă postul de redactor la stația locală de radio din Arad și este redactor la ziarul local Flacăra Roșie.
În anul 1965, se stabilește în București și este angajat la Uniunea Scriitorilor, unde a ocupat diverse funcții administrative, până în 1989. A lucrat și la Asociația Scriitorilor din București, editând o serie de almanahuri literare. Este membru al Uniunii Scriitorilor din anul 1970. După 1989, conduce revista săptămânală Viața Capitalei, apoi este inspector-șef la Direcția de cultură a Capitalei și, din 1992, director al cotidianului Cronica Română. Debutează în 1968 cu volumul Nopțile risipitorului, după care publică alte cărți de poezie – Teama de oglinzi (1970), Vânătoare de seară (1971), Murind pentru prima oară (1972), Poeme pentru mama (1973), Cu inima în palmă (1974). Este și autor al mai multor volume de parodii: Dracul verde, Parodii de la A la Z, Cetiți-le ziua, fiind considerat printre cei mai buni parodiști, alături de George Topârceanu și Marin Sorescu.
A scris și numeroase cărți de proză, iar cu romanul Patima, apărut în 1972, se afirmă ca un prozator redutabil în buna tradiție a Școlii ardelene, fiind comparat cu Slavici, Agârbiceanu sau Titus Popovici. Criticul Nicolae Manolescu îi consacră o cronică laudativă, romanul fiind apreciat drept cea mai bună carte de proză a anului. Volumul doi al romanului apare în 1975, împreună cu primul său titlu Semnul șarpelui. Alte cărți de proză: Secretul doamnei de zăpadă (1976), Singur în Mongolia (1989), precum și seria de Întâmplări cu scriitori, trei volume, un fel de istorie literară, amuzantă, ai căror eroi sunt scriitori din epocă. Eseuri și portrete, profiluri, sunt prezente în volumul Miere și fum (1989). După romanul Patima, regizorul Mircea Veroiu a ecranizat filmul Semnul șarpelui. În 1978, debutează în dramaturgie cu piesa Avram Iancu, pusă în scenă la Teatrul Național din Cluj.
După revoluție, Mircea Micu publică mai rar și este prezent în presa scrisă cu numeroase articole și eseuri pe care nu le-a reunit într-un volum. Dintre volumele apărute după anii ‘90, amintim Viața în pijama (1999), Singur în Mongolia (1991) - proză,  Poeme pentru mama (2000), Ascuns în lacrimă (2002), ambele de poezie, și un original Dicționar sentimental de poezie, volumul I, apărut în 2002, care conține o altă serie de portrete.
Este autorul mai multor scenarii radiofonice, iar pentru cărțile de poezie, proză și dramaturgie a fost laureat cu Premii ale Uniunii Scriitorilor. Este laureat al Premiului de excelență al Academiei Române. A tradus din lirica universală și a colaborat constant la aproape toate revistele literare ale vremii. La revista Luceafărul, spre exemplu, a avut o rubrică intitulată Rememorări, pe care a susținut-o până în 1989, vreme de 20 de ani. Romanul Patima a fost tradus în limbile poloneză și rusă. În anul 2003, apare cartea de rememorări literare Întâmplări vesele cu scriitori triști, o radiografie amuzantă, dar și plină de veridicitate despre viața scriitorilor din deceniul șapte și opt. Despre Mircea Micu s-a scris mult. Critici ca Mihai Ungheanu, Marian Popa, Nicolae Manolescu, Cornel Ungureanu, Laurențiu Ulici l-au apreciat drept un scriitor complet, în sensul că a practicat toate genurile literare cu succes.
Volumele sale, tipărite înainte de revoluție, precum și cele de după, au cunoscut o largă audiență în rândul cititorilor, apărând într-un tiraj de peste un million de exemplare.
În ultimii ani, Mircea Micu a colaborat la diverse posturi de televiziune realizând emisiunile „Convorbiri duminicale“ și „Ateneul artelor“.

## Filmografie

### Scenarist
- Semnul șarpelui (1982)

## Premii literare
- Poezie: „Poeme pentru mama“ – Asociația Scriitorilor București, 1979;
- Proză: Romanul „Patima“ – Asociația Scriitorilor București, 1980;
- Teatru: „Avram Iancu“ – Asociația Scriitorilor București, 1978;
- Premiul Național al Ministerului Culturii și Cultelor, 2003.